# HIV-Prozess in Libyen
Im sogenannten HIV-Prozess in Libyen wurden fünf bulgarische Krankenschwestern (Kristiyana Valcheva, Nasja Nenowa, Walentina Siropulo, Walja Tscherwenjaschka und Sneschana Dimitrowa) und der palästinensischstämmige Arzt Aschraf al-Hajuj (seit Juni 2007 mit bulgarischer Staatsangehörigkeit) beschuldigt, hunderte libyscher Kinder in der Kinderklinik des Zentralkrankenhauses „El-Fateh“ in Bengasi vorsätzlich mit HIV infiziert zu haben. Im späteren Verlauf kamen weitere Vorwürfe hinzu, wie etwa die Zusammenarbeit mit ausländischen Geheimdiensten oder der Verstoß gegen Normen und Traditionen in Libyen (Ehebruch, illegaler Devisenhandel, einschließlich Herstellung, Verbreitung und Konsum von Alkohol).
In mehreren Schauprozessen, die sich über insgesamt acht Jahre hinzogen, wurden die Angeklagten für die unterschiedlichen, ihnen zur Last gelegten Vorwürfe zum Tode verurteilt. Der Fall wurde zu einem internationalen Politikum. Bulgarien, die Europäische Union, die USA, aber auch Menschenrechtsorganisationen wie Amnesty International setzten sich für die Freilassung der Gefangenen ein, die aus ihrer Sicht vom Gaddafi-Regime als Sündenböcke für die in Libyen grassierende HIV-Seuche missbraucht wurden. Gegen „Entschädigungszahlungen“ an die betroffenen libyschen Familien wurden die Todesurteile 2007 in lebenslange Freiheitsstrafen umgewandelt. Am 24. Juli 2007 wurden die Gefangenen nach weiteren Verhandlungen in die bulgarische Hauptstadt Sofia ausgeflogen, wo sie vom bulgarischen Staatspräsidenten Georgi Parwanow umgehend begnadigt wurden. Die Freigelassenen, die stets ihre Unschuld betont hatten, erhoben schwere Foltervorwürfe gegen Libyen. Im August desselben Jahres räumte der Sohn des libyschen Staatschefs Muammar al-Gaddafi, Saif al-Islam al-Gaddafi, schließlich ein, dass die Krankenschwestern und der Arzt gefoltert und politisch missbraucht worden seien.

## Vorgeschichte
Die Krankenschwestern Kristiyana Valcheva, Nasja Nenowa, Walentina Siropulo, Walja Tscherwenjaschka und Sneschana Dimitrowa sowie der Arzt Aschraf al-Hajuj kamen 1998 nach Libyen, um in der Kinderklinik in Bengasi zu arbeiten und vor allem, um dem wirtschaftlichen Zusammenbruch Bulgariens zu entgehen. In der Abteilung gab es eine regelrechte HIV-Epidemie, in der nach libyschen Angaben 393 Kinder infiziert wurden, etwa 40 seien schon an den Folgen von AIDS gestorben. Die Ursachen dafür sollten in dem Prozess geklärt werden: Während einerseits der Verdacht geäußert wurde, dies sei mit Absicht geschehen, verwiesen andere auf die hygienischen Verhältnisse des Krankenhauses.
Als Motiv für die Täter galten den Vertretern der Theorie einer absichtlichen Infektion Rachegelüste des palästinensischen Arztes gegenüber den Libyern. Die Bulgarinnen seien schlicht bestochen worden. Die Vertreter der Verteidigung verwiesen darauf, dass die Epidemie schon vor Eintreffen der Verdächtigten begonnen habe. Im Prozess wurde zudem der bulgarische Arzt Dr. Zdrawko Georgiew des illegalen Devisenhandels angeklagt. Die Anklage gegen ihn wurde erhoben, nachdem er wegen der Verhaftung seiner Frau – Kristiyana Valcheva – nach Libyen gereist war. Zdrawko Georgiew wurde zu vier Jahren Gefängnis verurteilt.

## Geschichte der Verfahren

### Verfahren 44/1999 vor dem Landesgericht in Libyen
(7. bis 17. Februar 2000)
Der Prozess begann ohne Konsultation der bulgarischen Botschaft. Die Anklage stützte sich auf die These des libyschen Staatschefs Muammar al-Gaddafi, der zufolge eine Verschwörung vorliege, die von der CIA und dem israelischen Geheimdienst Mossad gesteuert wurde. Die These von Muammar al-Gaddafi wurde von der internationalen Presse für absurd erklärt. Während des Prozesses gaben die Angeklagten an, dass sie durch Folterungen und Demütigungen (Elektroschocks und Schlägen) zu Geständnissen gezwungen worden seien (al-Hajuj, Valcheva und Siropulo). Aus Mangel an Beweisen, die für eine Verschwörung gegen den Staat sprachen, wurde der Prozess schließlich eingestellt. Andere Anklagepunkte wurden jedoch aufrechterhalten, weswegen die Angeklagten in Untersuchungshaft blieben.

### Verfahren 213/2002 vor dem Strafgericht in Bengasi und weitere Entwicklungen
(8. Juli 2003 bis 2004 [genaues Datum nachtragen!])
Im Vorfeld des neuen Verfahrens reiste am 2. Februar 2003 der bulgarische Außenminister Solomon Pasi nach Tripolis und führte Gespräche mit dem libyschen Außenminister Abdel Rahman Shalgham und dem Minister für Justiz und Sicherheit, Muhammad Ali al-Musrati. Bei den Gesprächen ging es neben den bilateralen Beziehungen auch in erster Linie um das schleppende Gerichtsverfahren gegen die Angeklagten.
Am 2. Juni 2003 verlangte der bulgarische Justizminister Anton Stankov von der libyschen Regierung eine Beschleunigung des Gerichtsverfahrens und eine Verlegung des Prozesses von Bengasi nach Tripolis, um unbefangener die Beschuldigungen vor Gericht zu verhandeln.
Am 8. Juni 2003 gab der bulgarische Außenminister Solomon Isaak Pasi die Ausreise der seit zwei Jahren in Libyen festgehaltenen Maria Zasheva bekannt. Die Krankenschwester wurde in Verbindung mit dem HIV-Infektionsausbruch in der Kinderklinik von Bengasi gebracht, konnte aber, im Gegensatz zu ihren Kollegen, in die bulgarische Botschaft in Tripolis flüchten, um sich einer Verhaftung zu entziehen. Ausreisen konnte Maria Zasheva nicht, da die libyschen Behörden ihren Reisepass einzogen, der erst im Juni wieder freigegeben wurde, so dass die Krankenschwester in ihre Heimat fliegen konnte.
Libyen zieht die Anklage, dass die Mediziner im Auftrag der CIA und des israelischen Geheimdienstes gehandelt haben, zurück und erhebt eine neue Anklage: Die Angeklagten sollen Kinder mit Mutationen des HI-Virus infiziert und illegal Medikamente ausprobiert haben.
Bulgarien beschuldigte indes Libyen, es würde sich um einen politischen Schauprozess handeln und verlangte wiederholt, ein unabhängiges Experten-Team (Schweizer und Franzosen) mit der Untersuchung des Falls zu betrauen. Das libysche Gericht wies den Antrag zunächst zurück. Der Verteidiger Othman el-Bezanti wies das Gericht darauf hin, dass der Grund für die Infektionen die schlechte Hygiene in dem Krankenhaus in Bengasi gewesen sei, zumal einige Infektionen durch die Wiederverwendung von Spritzen entstanden.
Während des Prozesses wurden am 3. September 2003 als Experten Professor Luc Montagnier, Entdecker des HI-Virus, und Professor Vittorio Colizzi von der Abteilung für Mikrobiologie der Universität Rom als Gutachter gehört. Die Gutachter geben die hygienischen Zustände im Krankenhaus als die wahrscheinlichste Ursache der HIV-Ansteckung an und datieren die Infektion auf einen Zeitpunkt vor Ankunft der Angeklagten. Nach der Sitzung veröffentlichte der britische Sender BBC eine Reportage über die Entwicklung des Prozesses mit dem Titel „Die bulgarischen Mediziner haben HIV nicht verbreitet.“
Am 15. Oktober 2003 wurde der Mitarbeiterin der bulgarischen Botschaft in Tripolis, Eleonora Dimitrova, untersagt, weiterhin am Gerichtsverfahren teilzunehmen. Bei den Anhörungen im Gerichtssaal am 13. Oktober soll es zu einem Streit gekommen sein, nachdem die Botschaftsangestellte den Berichten von Misshandlungen der Angeklagten Glauben schenkte.
Am 19. Dezember 2003 reiste der bulgarische Außenminister Pasi zu seinem 4. Besuch innerhalb von zwei Jahren nach Libyen und besuchte die in Haft sitzenden bulgarischen Ärzte und Krankenschwestern.
Der Direktor des libyschen Anti-HIV/AIDS-Programms Ahmad Mahmoud erklärte am 28. Dezember 2003 gegenüber der libyschen Tageszeitung Al-Shams, dass im Land 975 Personen an der Immunschwächekrankheit HIV infiziert sind. 175 davon seien Ausländer. Mamoud erklärte auch, dass alle infizierten Ausländer das Land verlassen müssen. Das nationale Zentrum für Krankheiten (National Center for Diseases) gab in der Vergangenheit bereits bekannt, dass im Jahr 2000 rund 1852 Fälle registriert wurden und im Jahr 2001 rund 319 neue Fälle hinzugekommen sind.

### Weitere Zwischenfälle abseits des Prozesses
Abseits des Prozesses wurde bekannt, dass am 25. September 2003 die 47-jährige bulgarische Krankenschwester Diana G. V. in ihrer Wohnung in Bengasi tot aufgefunden wurde. Die libysche Polizei ging von einem Selbstmord aus. Diana G. V. arbeitete bereits drei bis vier Jahre in der Rehabilitationsklinik von Bengasi (El Fateh Association Rehabilitation Center). Emil Manolov, der bulgarische Konsul vor Ort, erklärte, dass die Frau unter einer psychischen Krankheit litt und bereits in Behandlung war.
Nach Angaben der bulgarischen Zeitung Standart gab es im Jahr 2001 ebenfalls einen Zwischenfall. Eine andere bulgarische Krankenschwester (Erna K.) hatte ihre Familie von der beabsichtigten Rückreise in ihr Heimatland informiert. Sie arbeitete in Tripolis und hatte offenbar ein Verhältnis mit einem Vorgesetzten der Klinik. Der Mann soll die Krankenschwester geschlagen haben, bis sie in ein Koma fiel. Ihrer Familie in Bulgarien hatte sie von Drohungen durch den Mann berichtet. Libysche Quellen behaupten hingegen, die Bulgarin hätte ein psychisches Problem gehabt, das in ein Selbstmorddrama mündete.

### Verfahren 607/2003 vor dem Strafgericht in Bengasi
([Datum des Prozessbeginns nachtragen!] bis 6. Mai 2004)
Die fünf bulgarischen Krankenschwestern und der palästinensische Arzt wurden vom Strafgericht am 6. Mai 2004 der vorsätzlichen Infizierung von 369 Kindern mit HIV schuldig gesprochen und zum Tod durch Erschießen verurteilt. Neun ebenfalls angeklagte Libyer wurden freigesprochen. Dr. Zdrawko Georgiew wird zu vier Jahren Gefängnis und einer Geldstrafe wegen illegalem Devisenhandel verurteilt. Das Gericht verpflichtet Aschraf al-Hajuj, Kristiyana Valcheva und Nasja Nenowa, den Eltern der libyschen Kinder Schmerzensgeld von über 4 Milliarden US-Dollar zu zahlen. Die Verteidigung argumentierte dagegen anders. „Es ist ein schockierendes Urteil. Meine Mandanten hatten erwartet, wegen Pflichtverletzung verurteilt zu werden, und waren von Haftstrafen statt der Todesstrafe ausgegangen“, sagte der Verteidiger Othmane Bizanti der Nachrichtenagentur Reuters.
Im Januar 2004 empfiehlt die Europäische Union Libyen in einem Brief, der von den Botschaftern der Niederlande und Großbritanniens in Libyen eingereicht wurde, die Anklagen gegen die Mediziner zurückzuziehen. Amnesty International, das amerikanische Außenministerium und andere internationale Organisationen drückten ihre tiefe Besorgnis über das Gerichtsverfahren aus. Die bulgarische Regierung erklärt dieses Urteil als absurd und setzt sich für eine Befreiung der Mediziner ein.
Am 4. August 2004 besucht eine Delegation der Europäischen Union unter der Leitung des EU-Beauftragten für AIDS-Angelegenheiten, Dr. Lieve Fransen, die Stadt Bengasi, um medizinische Hilfe für die infizierten Kinder zu leisten. Unterdessen protestierten HIV-infizierte Kinder in Bengasi öffentlich und hielten Protestplakate in bulgarischer Sprache hoch.
Am 2. November 2004 sprach sich Revolutionsführer Muammar al Gaddafi für die Abschaffung der Todesstrafe in Libyen aus. In einer im Staatsfernsehen übertragenen Rede vor Richtern und Studenten sagte er: „Wir werden uns für die Abschaffung der Todesstrafe stark machen, innerhalb und außerhalb der Gerichte“.
Libyen hat am 5. Dezember 2004 die Aufhebung der Todesstrafe in Aussicht gestellt. Voraussetzung sei, dass Bulgarien Schadenersatz leiste, sagte Außenminister Mohammed Abdel-Rahman Shalgam der Nachrichtenagentur Reuters in Tripolis. Shalgam sagte: „Wir haben drei Probleme: Die infizierten Kinder, die verstorbenen Kinder und die verurteilten Bulgaren. Wir müssen daher alle drei Probleme zusammen lösen.“ Libyen wolle, dass Bulgarien direkten Kontakt mit den betroffenen Familien aufnehme und einen finanziellen Schadenersatz leiste. Außerdem sollte Bulgarien den Bau einer Klinik für AIDS-Patienten finanzieren. „Wenn diese beiden Schritte gegangen sind, können wir über den dritten sprechen, bei dem es um eine Aufhebung der Todesurteile geht“, sagte der Minister. Shalgam hatte sich zuvor in den Niederlanden mit dem bulgarischen Außenminister Solomon Pasi getroffen.

### Verfahren vor dem Obersten Gericht in Tripolis
Im Vorfeld des Berufungsverfahrens vor dem Obersten Gericht plante Libyen die Auferlegung eines Handels- und Investitionsembargos gegen Bulgarien, das damit gezwungen werden soll, Verantwortung für die Infektion von 426 libyschen Kindern zu nehmen, die durch fünf bulgarische Krankenschwestern und einen palästinensischen Arzt in der Kinderklinik in Bengasi mit HIV infiziert worden seien. „Libyen boykottiert bulgarische Firmen und schließt die Türen für alle Investitions- und Handelsgelegenheiten, die bulgarische Firmen betreffen, weil die bulgarische Regierung alle Entschädigungsforderungen ignoriert hat, um Verantwortung für die Tätigkeit seiner Bürger in dem HIV-Fall zu übernehmen,“ sagt ein Regierungsbeamter der Nachrichtenagentur Reuters. Unter der Vermittlung der Europäischen Union und der Vereinigten Staaten haben sich Bulgarien und Libyen im Dezember 2005 darauf geeinigt, einen Fonds für HIV-infizierte Kinder einzurichten. Die bulgarische Regierung weigerte sich, auf Gespräche zu Entschädigungszahlungen einzugehen, da die verurteilten Mediziner unschuldig seien.
Nach Abschluss des Verfahrens vor dem Obersten Gericht in Tripolis wurde am 25. Dezember 2005 das Todesurteil aufgehoben und das Verfahren wurde neu aufgerollt.

### Neuer Prozess 2006, erneutes Todesurteil und seine Umwandlung
(11. Mai 2006 bis 17. Juli 2007)
Am 11. Mai 2006 begann in Tripolis ein neues Verfahren. Es endete am 19. Dezember 2006 mit einem erneuten Todesurteil, das im Juli 2007 vom Obersten Justizrat (Supreme Judiciary Council) bestätigt wurde. Im Anschluss wurde bekannt, dass alle Eltern der verstorbenen Kinder sich bereit erklärt hatten, Schadenersatzzahlungen anzunehmen. Insgesamt sollten in 458 Fällen solche Zahlungen geleistet werden, an Eltern von gestorbenen beziehungsweise erkrankten Kindern sowie an infizierte Mütter. Am 17. Juli 2007 wurde das Todesurteil vom libyschen Justizrat auf dieser Grundlage in eine lebenslange Freiheitsstrafe umgewandelt.
Bulgarien hatte direkt nach der Umwandlung der Strafe die Auslieferung der Verurteilten beantragt. Durch Vermittlung der Europäischen Union und Katars konnten die fünf Krankenschwestern und der Mediziner am 24. Juli 2007 Libyen mit einem französischen Regierungsflugzeug und in Begleitung von Cécilia Sarkozy, der damaligen Ehefrau des französischen Staatspräsidenten, und EU-Außenkommissarin Benita Ferrero-Waldner verlassen und nach Sofia zurückkehren. Dort wurden sie am Tag ihrer Ankunft vom bulgarischen Staatspräsidenten Georgi Parwanow begnadigt und sind somit nach acht Haftjahren wieder frei.
Nach der Begnadigung der Verurteilten hat Libyen dagegen bereits einen Tag später protestiert und den Ersten Sekretär der bulgarischen Botschaft einbestellt. Die Familien der infizierten Kinder haben zudem den Abbruch der diplomatischen Beziehungen zu Bulgarien und die Abschiebung aller Bulgaren verlangt.
Libyen hat zudem am 26. Juli 2007 eine Dringlichkeitssitzung der Arabischen Liga gefordert, um diplomatische und wirtschaftliche Sanktionen gegen Bulgarien durchzusetzen.

## Nach der Freilassung
Gegenüber der internationalen Presse gaben die aus libyscher Haft freigelassenen fünf bulgarischen Krankenschwestern und der palästinensische Arzt bekannt, während der achtjährigen Gefangenschaft mehrfach misshandelt worden zu sein. Sneschana Dimitrowa aus Litakowo berichtete von Folter und Demütigungen während der Isolationshaft. Auch der gebürtige palästinensische Arzt Aschraf al-Hajuj gab in einem Interview gegenüber dem niederländischen Fernsehen an, während der Haft von libyscher Seite unter Drogen gesetzt und mit Elektroschocks an Füßen und den Genitalien gefoltert worden zu sein.
Libyen gab nach der Auslieferung der ehemals zum Tode Verurteilten bekannt, dass aus Tschechien, der Slowakei, Katar und Bulgarien und 26 weiteren Quellen in den Fonds Benghasi International eingezahlt wurde, aus dem rund 460 Millionen US-Dollar an die Familien der HIV-infizierten Kinder gezahlt werden sollen. Nachdem Frankreich überraschend in Libyen auch eine Absichtserklärung zum Bau eines Kernkraftwerks unterzeichnet hatte, wurde dem Land auch finanzielle Hilfe zur Modernisierung des Zentralkrankenhauses in Bengasi zugesagt.

### Mögliche Motive Libyens
Zwei verschiedene, sich nicht widersprechende Motive für die Inszenierung einer Intrige werden gehandelt:
1. Die wahre Ursache für die HIV-Infektion soll sein, dass Politiker auf dem Schwarzmarkt Geschäfte mit verunreinigten Spritzen gemacht haben sollen. Dies sei das Ergebnis der Recherchen des britischen Dokumentarfilmers Mickey Grant.
2. Die Anwälte der Eltern der Infizierten sollen Schadenersatz in Höhe von 12 Mio US$ pro Kind fordern. Bei rund 400 Kindern ergibt sich eine Summe von rund 4,8 Mrd $, was einem Drittel des libyschen Staatshaushaltes entspricht.

Die geschilderte Sachlage würde ein Motiv darstellen, die Schuld Ausländern zuzuschieben, um selbst keine innenpolitische Unruhe bewältigen zu müssen.

### Schuldeingeständnis durch Gaddafis Sohn
Erstmals wird im August 2007 von einer prominenten Person in Libyen, Saif al-Islam al-Gaddafi, ein Sohn des libyschen Revolutionsführers Muammar al-Gaddafi, öffentlich die Einschätzung der internationalen Beobachter im Wesentlichen geteilt, dass die kürzlich freigekommenen bulgarischen Krankenschwestern misshandelt und politisch missbraucht wurden.

## Die internationale Presse über den Prozess
Die internationale Presse widmete mit einzelnen Ausnahmen den Prozessen keine große Aufmerksamkeit. Zumeist wurde die Meinung vertreten, die Angeklagten hätten als Sündenbock für die HIV-Epidemie dienen sollen. Die libysche und ein Teil der arabischen Presse gingen hingegen von einem fairen Prozess aus. In der gesamten bulgarischen Presse wurden die Prozesse ohne Ausnahmen als absurd bezeichnet.

## Aschraf Al-Hajuj auf der Weltkonferenz gegen Rassismus 2009
Im Jahr 2009 rückte der Fall während der vierten Weltkonferenz gegen Rassismus in Genf erneut in den Fokus der Öffentlichkeit. Die libysche Vorsitzende des Hauptkomitees der Konferenz, Najjat al-Hajjaji, sorgte für einen Eklat, indem sie Aschraf Al-Hajuj, der im Namen der Organisation UN Watch sprach, mehrfach unterbrach und ihm schließlich das Rederecht entzog. Hajuj wollte sein Schicksal dem anwesenden Plenum vortragen und eine Verurteilung Libyens erwirken. Al-Hajjaji begründete ihre Entscheidung mit der Behauptung, der vorgetragene Fall habe nichts mit den Themen der Konferenz zu tun.

## Kristijana Waltschewa im UN-Menschenrechtsrat im September 2010
Als Kristijana Waltschewa am 16. September 2010 vor dem UN-Menschenrechtsrat von den Folterungen in libyscher Haft berichten wollte, wurde sie mehrfach unterbrochen. Die Vertreter Libyens, Irans, Chinas und Kubas kritisierten, dass ihre Schilderung zu detailliert wäre und wollten ihren Vortrag mit Verweis auf die Tagesordnung abbrechen.

## Buchveröffentlichung
Eine der beteiligten Krankenschwestern hat ihre Geschichte veröffentlicht:
- Kristiyana Valcheva: Ich bin in der Hölle gewesen. Knaur Verlag, 2007, ISBN 978-3-426-78156-2.

### Auf Englisch
- Vollständige Chronologie (Memento vom 26. Mai 2009 im Internet Archive) – BTA
- Bericht über Folter der Angeklagten HRW – Human Rights Watch
- Amnesty International: report 2004 on human rights in Libya (Memento vom 13. Oktober 2007 im Internet Archive) bzw. für 2005 (Memento vom 17. November 2007 im Internet Archive)
- An open letter to Colonel Muammar al-Gaddafi by Richard J. Roberts and 113 fellow Nobel Laureates